# ماسایوکی ایزومی
ماسایوکی ایزومی (انگلیسی: Masayuki Izumi; ۱۲ مهٔ ۱۹۸۰ – ۲۸ ژوئیهٔ ۲۰۱۵) بازیگر اهل ژاپن بود.